# Лука (Згоба)
Лука Єпископ Філадельфійський, вікарій Київської єпархії (в миру — Богдан Михайлович Згоба) народився 24 травня 1976 року в смт. Обертин Тлумацького району Івано-Франківської області. Єпископ Філадельфійський, вікарій Київської єпархії УПЦ КП.

## Життєпис
Богдан Михайлович Згоба народився 24 травня 1976 року в смт. Обертин Тлумацького району Івано-Франківської області.
1992 року закінчив Обертинську загальноосвітню середню школу.
З 1992 по 1996 рік навчався у Волинській духовній семінарії Української православної церкви Київського патріархату.
19 грудня 1995 року архієпископом Рівненським і Острозьким Серафимом (Верзуном) рукоположений у сан диякона.
31 грудня цього ж року тим же архієпископом рукоположений в сан пресвітера.
1997 року переведений у штат Луцько-Волинської єпархії та призначений настоятелем Свято-Іоано-Богословської парафії с. Уляники.              У селі, стараннями громади та настоятеля, було побудовано храм та освячено 9 вересня 1998 року митрополитом Луцьким і Волинським Яковом. З нагоди освячення храму, 9 вересня 1998 року, митрополитом Яковом нагороджений правом носіння наперсного хреста.
З 1999 по 2003 рік навчався в Київській духовній академії Української православної церкви Київського патріархату, отримавши диплом магістра богослів'я.
17 травня 2001 року переведений до Сумської єпархії та призначений благочинним Свято-Воскресенського кафедрального собору м. Суми.
У 2001 році призначено головним військовим священником (капеланом) Сумської єпархії.
24 листопада 2002 року єпископом Сумським і Охтирським Михаїлом (Зінкевичем) піднесений до сану протоієрея.
У лютому 2003 року призначений благочинним м. Суми та Сумського району.
21 березня 2004 року Святійшим Патріархом Київським і всієї Руси-України Філаретом призначений настоятелем парафії Святої Тройці м. Норт-Роялтон штат Огайо у США.
7 листопада 2006 року призначений благочинним парафій Київського патріархату в штатах Огайо, Мічиган та Індіана (США).
6 лютого 2007 року Святійшим Патріархом Філаретом призначений секретарем Вікаріату Української православної церкви Київського патріархату в США та Канаді.
У 2011 році призначений настоятелем собору Святителя Миколая Чудотворця м. Купер Ситі штат Флорида.
У 2016 році Святійшим Патріархом Філаретом призначений настоятелем ставропігійного храму на честь Святителя Миколая Чудотворця м. Філадельфія (США).
2 лютого 2021 року вдруге призначено секретарем Вікаріату Української православної церкви Київського патріархату в США та Канаді.
29 жовтня 2021 року, з благословення Патріарха Київського і всієї Руси-України Філарета, прийняв чернечий постриг та отримав у чернецтві ім'я Лука, на честь святого апостола і євангелиста Луки (І ст., день пам'яті 18 жовтня). Чин постригу звершив архієпископ Переяславський і Білоцерківський Андрій у домовому храмі Київської Патріархії на честь праведного Філарета Милостивого.

## Архієрейське служіння
13 грудня 2021 року рішенням Архієрейського Собору Української православної церкви Київського патріархату ієромонаха Луку (Згобу) було обрано єпископом Філадельфійським, вікарієм Київської єпархії.
14 грудня 2021 року у Свято-Володимирському кафедральному патріаршому соборі відбулася архієрейська хіротонія ієромонаха Луки (Згоби) на єпископа Філадельфійського, вікарія Київської єпархії. Чин хіротонії звершили Святійший Патріарх Київський і всієї Руси-України Філарет (Денисенко), митрополит Білгородський і Обоянський Іоасаф (Шибаєв), архієпископ Переяславський і Білоцерківський Андрій (Маруцак), архієпископ Фалештський і Східно-Молдовський Філарет (Панку), єпископ Сумський і Охтирський Никодим (Кобзар), єпископ Дніпровський і Криворізький Даниїл (Кудибин), єпископ Хмельницький і Кам'янець-Подільський Варсонофій (Качан), єпископ Одеський і Балтський Никон (Граблюк), єпископ Херсонський і Таврійський Михаїл (Ковалюк).
Відзначений церковними нагородами Української православної церкви Київського патріархату: Орденом Святого Миколая Чудотворця; Медаллю за жертовність і любов до України; є повним кавалером Ордену Святого Рівноапостольного князя Володимира Великого.